# Orehek pri Materiji
Orehek pri Materiji este o localitate din comuna Hrpelje - Kozina, Slovenia, cu o populație de 15 locuitori.